# Úhoř říční
Úhoř říční (Anguilla anguilla) je druh paprskoploutvých ryb z čeledi úhořovití (Anguillidae). Jeho typickým znakem je protáhlé, válcovité tělo připomínající spíše hada než rybu. Na rozdíl od většiny ostatních sladkovodních ryb nemá břišní ploutve a hřbetní, ocasní a řitní ploutev splývají v jeden celistvý lem. Ve sladkých vodách je jeho zbarvení tmavé a kůže se jeví bez šupin, v období nástupu tření se však jeho barva mění na kovově stříbřitou.
Způsob rozmnožování úhořů byl pro lidstvo po staletí záhadou. Největší posun v tomto směru nastal na konci 19. a v první polovině 20. století, kdy byly objeveny jeho larvy a místo třecího aktu v Sargasovém moři. Dodnes však není biologie úhoře známa v potřebné úplnosti.
Lidská činnost způsobila, že počty úhořů v evropských řekách značně poklesly. Mohou za to stavby nepřekonatelných překážek v tocích, znečištění, rozšíření nepůvodních onemocnění a také nadměrný rybolov, neboť maso úhoře je velice chutné a v řadě přímořských zemí je součástí tradiční kuchyně. Z tohoto důvodu usilují odborníci o jeho ochranu a umělé rozmnožování. V České republice je doba hájení od 1. září do 30. listopadu, minimální lovná délka ryby činí 50 cm. Na Červený seznam IUCN byl zařazen v roce 2008 do skupiny kriticky ohrožený. V Česku je řazen v Červeném seznamu do skupiny téměř ohrožený.

## Popis
Úhoř prochází během svého života dvěma podobami. V larválním stadiu, které trvá od vykulení až po dosažení kontinentálních břehů, vypadá spíše jako malá rybka, a své známé hadovité podoby nabývá až těsně před vstupem do sladkých a brakických vod.

### Larva

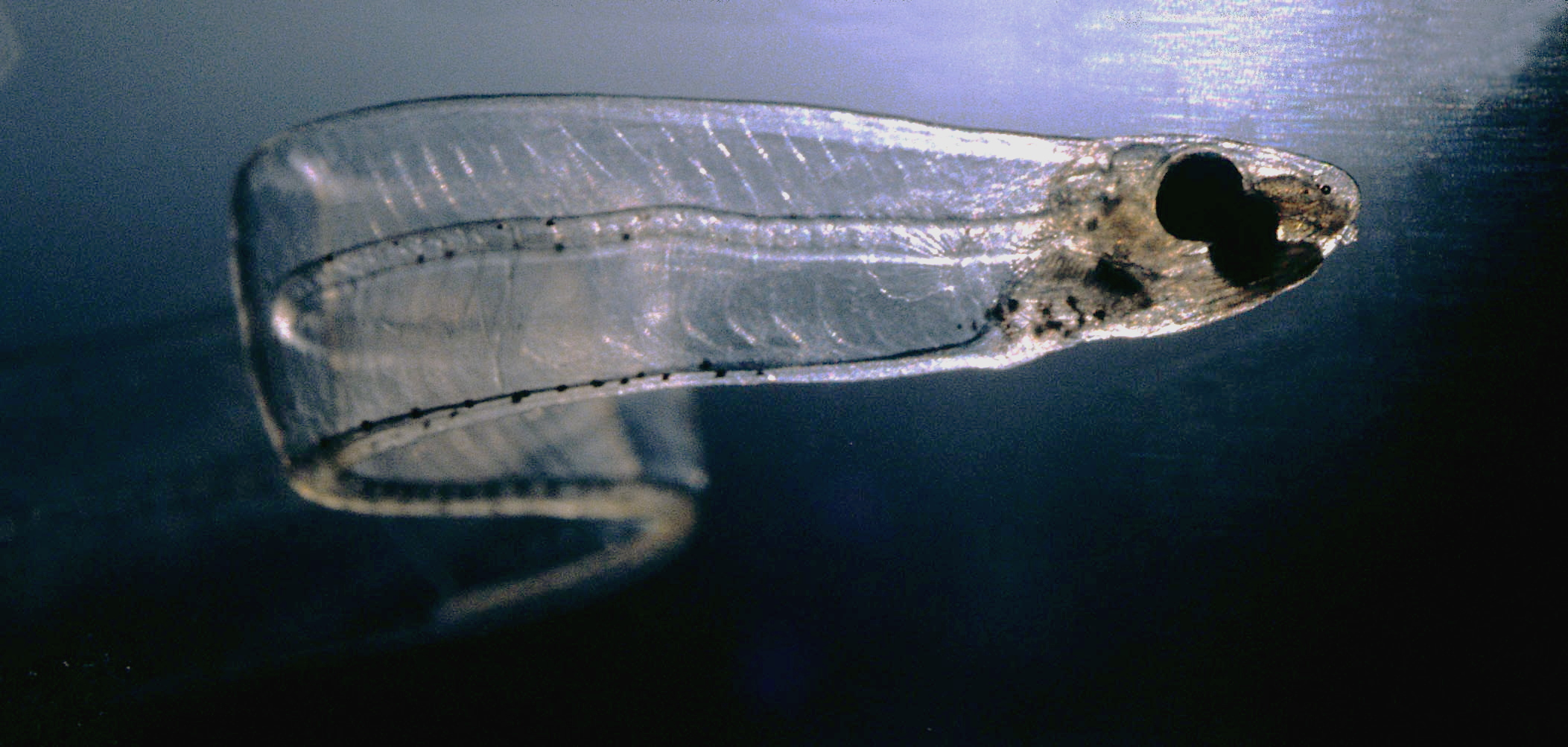
Leptocefalová larva ve velikosti 7,6 cm

Larva je bezbarvá, pouze oko je černé. Tělo má tvar vrbového listu. Šupiny nejsou vyvinuty. Kostra je stále ještě chrupavčitá. Na každé čelisti je 14 zubů. V době, kdy se začíná měnit ve sklovitého úhoře, dosahuje délky až 8 cm a výšky 1 cm, ovšem v průběhu této přeměny se zkracuje až na 5 cm.
Ještě na konci 19. století byla drobná, průhledná mořská rybka Leptocephalus breviostris považována za samostatný druh. Teprve Giovanni Battista Grassi a Salvatore Calandruccio při odchovu v akváriu zjistili a v letech 1894–1897 uveřejnili, že ve skutečnosti je larválním stadiem vývoje úhoře říčního. Objev byl pro tehdejší vědu významný, neboť napomohl rozluštění záhady rozmnožování úhoře a také nalezení jeho trdliště.

### Sladkovodní stadium

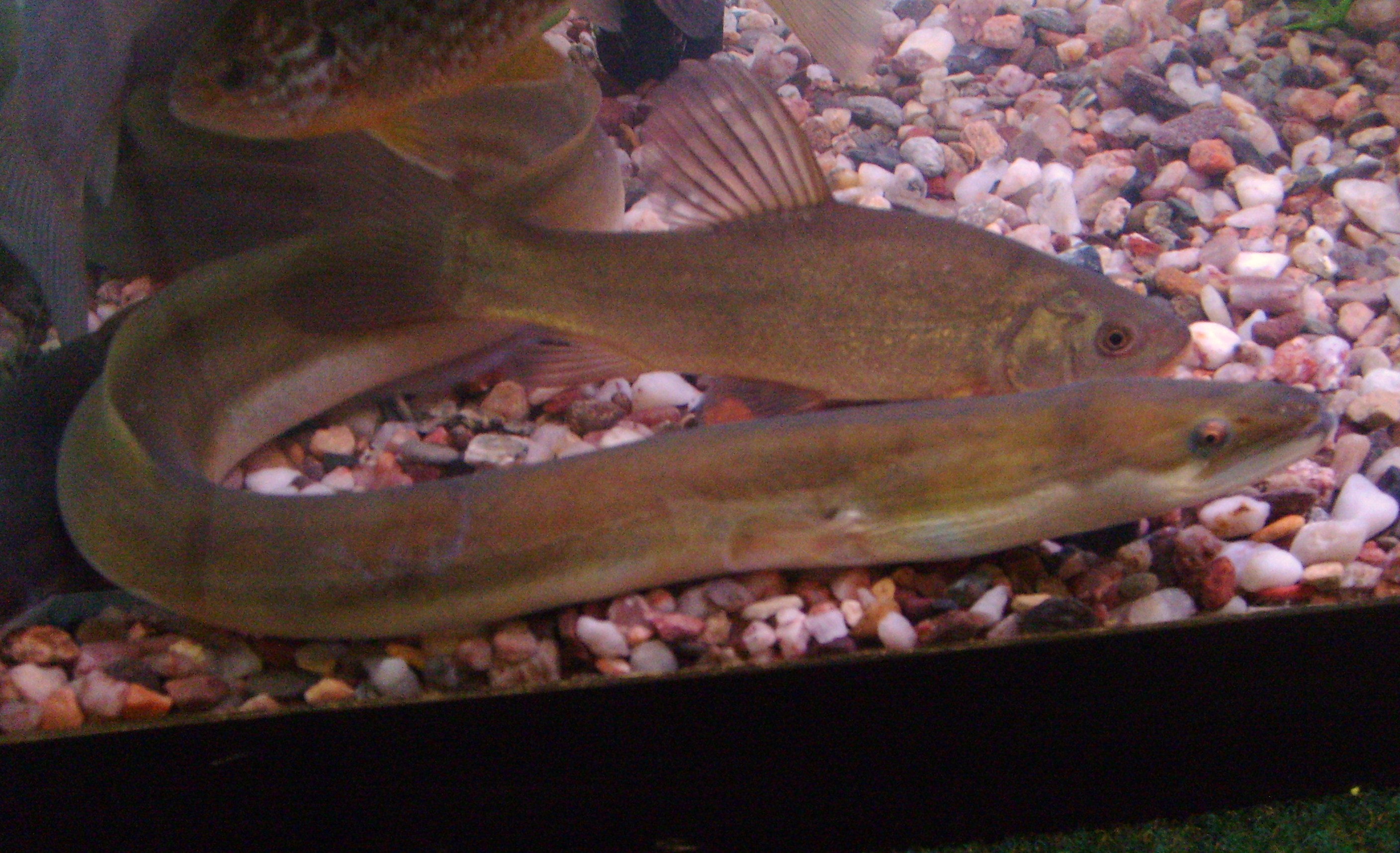
Úhoř říční v akváriu

Ve sladkovodním stadiu života je tělo úhoře dlouhé, hadovitého tvaru. Hřbetní, řitní a ocasní ploutev splývají v jeden celistvý ploutevní lem, přičemž ve hřbetní ploutvi se nachází 245–275 měkkých paprsků a v řitní ploutvi 176–249 měkkých paprsků. Břišní ploutve zcela scházejí. Prsní ploutve se nacházejí hned za hlavou. Kůže je na první pohled hladká a produkuje velké množství slizu. Šupiny jsou drobné, oválné a zarostlé hluboko v kůži. Na rozdíl od většiny ostatních druhů ryb se tyto šupiny nepřekrývají. Skřele jsou poměrně malé, a protože v bahně a ve velkých hloubkách není dýchání žábrami dostačující, má úhoř silně vyvinuté kožní dýchání, které mu umožňuje dokonce i dočasné opuštění vody. Ústa jsou koncová a poměrně hluboce rozeklaná, dosahující k úrovni oka, které je poměrně malé. K hledání potravy slouží především dobře vyvinutý čich. Úhoř tvoří formy s různě širokými čelistmi, což pravděpodobně souvisí s druhem přijímané potravy. Díky tomu dokáže lépe využívat dostupnou potravu. Extrémními případy tohoto morfologického rozrůznění jsou forma úzkohlavá a širokohlavá. 
Zbarvení se mění v průběhu života. Nejmladší, tzv. sklovití úhoři (anglicky glass eels) nemají žádnou pigmentaci, ale v průběhu růstu a vstupu do sladkých vod se objevuje maskovací zbarvení. V češtině se pro ně ujal původně francouzský termín monté. Žlutí úhoři (anglicky yellow eels) mají tmavý, dohněda zbarvený hřbet, který na břiše přechází do barvy žlutavé. S nástupem pohlavní dospělosti a migrace na trdliště se mění ve stříbrné úhoře (anglicky silver eels). Celé tělo zesvětlá a získá kovový lesk, břicho je stříbřité. V tomto stadiu se také výrazně zvětší oči a začíná se uzavírat trávicí trakt. V podmínkách českých vod je rychlost růstu úhoře spíše průměrná, na konci prvního roku dosahuje délky 15–30 cm při hmotnosti do 20 g zatímco ve třetím roce může jeho délka dosáhnout 40–45 cm a hmotnosti až 400 g. V době nástupu tření se již jeho délka pohybuje průměrně okolo 100 cm, ale může dosahovat i větších velikostí v závislosti na životních podmínkách a věku. Nejdelší dokumentovaný exemplář měřil 133 cm. Samci jsou výrazně menší než samice a dosahují délky do 50 cm. Hmotnost se většinou pohybuje okolo jednoho kilogramu, rekordní kus však vážil 6,599 kg.
Úhoři dosahují běžně věku 8–12 let, objevují se však jedinci dosahující i 20 let věku. Je znám také případ úhoře, pojmenovaného Pepík, který byl chován v bazénku kašny v budově České pojišťovny v Praze ve Spálené ulici. Vypuštěn zde byl roku 1912 a uhynul o 64 let později v roce 1976, přičemž se dožil celých 68 let. I přes vysoký věk však dosáhl délky pouhých 66,6 cm a hmotnosti 0,58 kg. Zvláštností je, že krátce před smrtí se proměnil ve stříbrného úhoře. Vůbec nejstarším exemplářem se však stal kus pojmenovaný Putte, který byl chovaný ve Švédsku v akváriu a který se dožil dokonce 85 let.

## Rozšíření a početnost

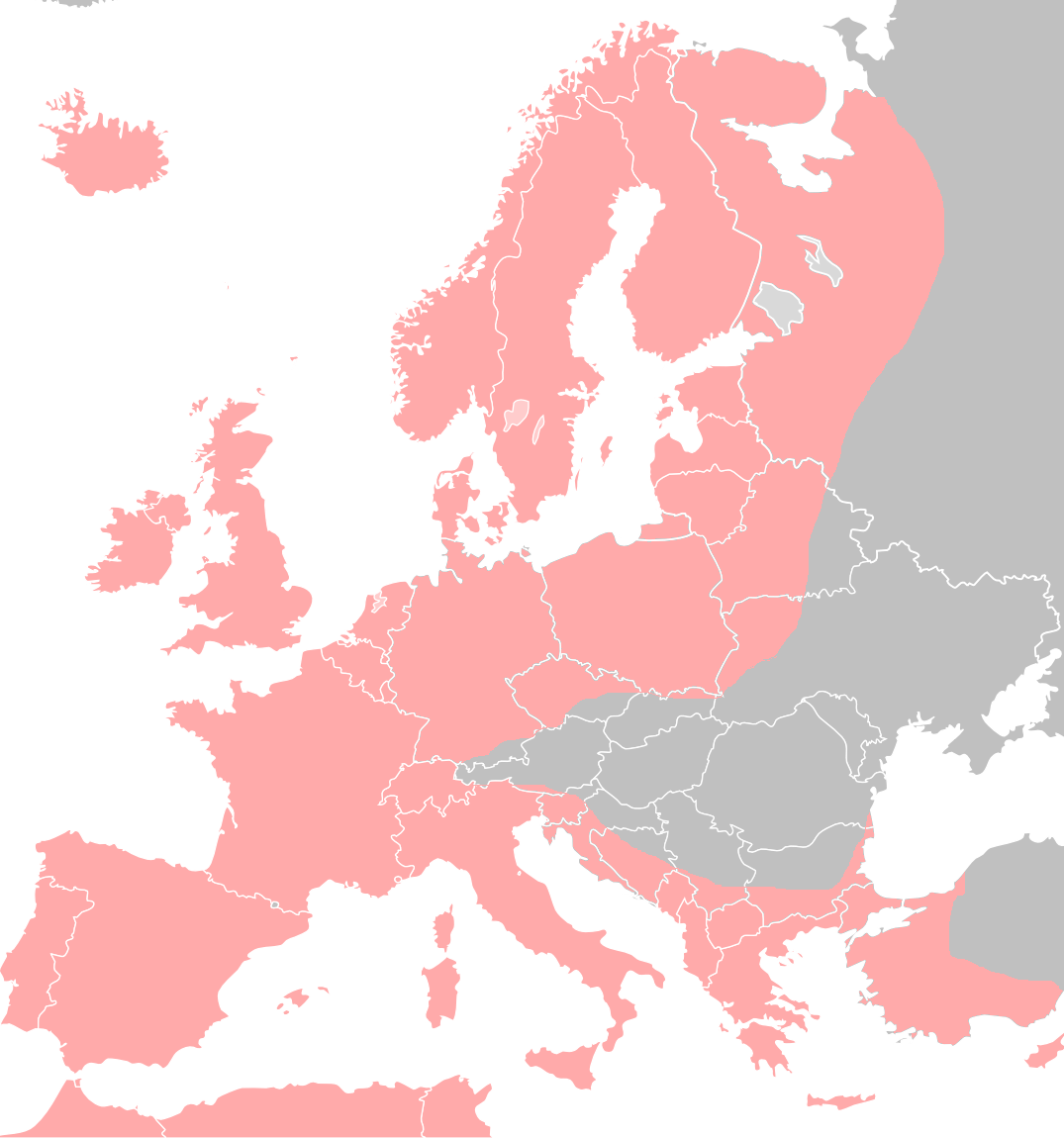
Přibližný přirozený výskyt úhoře říčního v Evropě (označen růžovou barvou)

Oblast výskytu úhoře říčního pokrývá značnou část Evropy. Úhoř je rozšířen v oblasti Pečory a Bílého moře, na Skandinávském poloostrově, Islandu a Britských ostrovech, v úmoří Severního a Baltského moře, ve Francii, na Pyrenejském poloostrově a v celé oblasti Středozemního moře. Názory na jeho přirozený výskyt v povodí Dunaje se různí. Proti sobě zde stojí teorie, že úhoř se do povodí Dunaje dostal pouze díky lidské činnosti a vysazování, nebo že se i před výstavbou různých říčních kanálů v určitém množství dostával do této oblasti přes Černé moře. Dříve se dokonce objevila i teorie předpokládající přechod mezi prameništi Dunaje a Rýna po souši.
Kromě úhoře říčního je také možné se v Evropě setkat s jeho blízkým příbuzným úhořem americkým (Anguilla rostrata), který se rovněž rozmnožuje v oblasti Sargasového moře, a proto je část jeho populace odnesena mořskými proudy k evropským břehům. Při běžném porovnání není možné tyto dva druhy od sebe odlišit, je však možné pozorovat některé anatomické odlišnosti, například počet obratlů. Zatímco úhoř říční jich má mezi 110–119, jeho americký příbuzný pouze 103–111.
Úhoř vždy patřil k hojným říčním druhům a v přímořských zemích se dokonce stal významnou hospodářskou komoditou. Podle současných odhadů však jeho početnost klesla na pouhé 1 % stavu populace, jaká byla před sto lety. Početnost úhoře na jednotlivých územích a jeho rozšíření úzce souvisí s mořským prouděním, které mladé jedince do Evropy rozšiřuje, tudíž největší populace se nacházejí v severní části kontinentu a směrem na jih a východ počty ubývají.

## Potrava
Úhoř preferuje život při dně, většinu dne zahrabán v bahně, a na lov vyplouvá až po setmění, popřípadě po silnějších deštích, kdy je voda zakalená a je v ní možné nalézt i spláchnuté suchozemské organismy. Tomu odpovídá i složení jeho potravy, kde převažují bentické organismy. Jen velmi vzácně konzumuje uhynulé nebo utopené živočichy. V období tření ostatních druhů ryb, zejména kaprovitých, vyžírá na trdlištích jejich jikry. Hlavní složkou potravy úzkohlavé formy úhoře jsou vodní bezobratlí, žijící při dně, zejména korýši, larvy vodního hmyzu a měkkýši. Naproti tomu širokohlavá forma loví i ryby a obojživelníky. Podobně jako u ostatních dravých ryb je i u úhoře běžný kanibalismus, který zajišťuje, aby v určité lokalitě nedošlo k přemnožení. Zastoupení jednotlivých složek potravy závisí především na podmínkách, ve kterých se jedinec vyskytuje, a také na aktuální dostupnosti kořisti.

## Rozmnožování

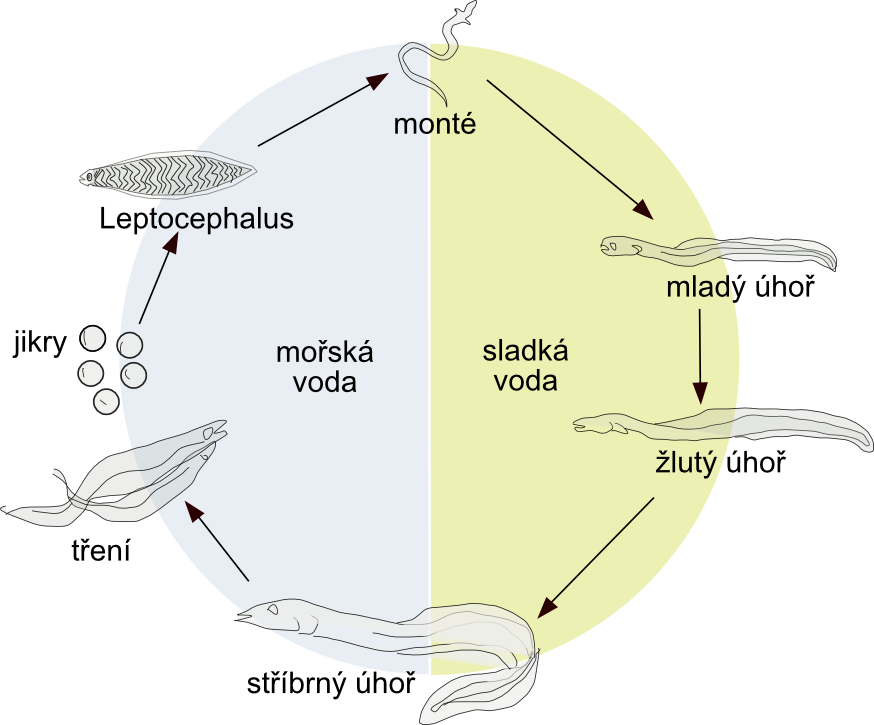
Životní cyklus úhoře

Způsob rozmnožování úhořů byl pro vědce záhadou po celá staletí. Antický filozof Aristotelés se v souvislosti se svou teorií samoplození domníval, že úhoři se rodí z bahna. V 17. století se předpokládalo, že úhoři rodí živá mláďata, což bylo způsobeno omylem při zkoumání jedinců napadených červovitými parazity. Všechny tyto omyly byly způsobeny tím, že ve sladkých vodách nemají ještě úhoři zralé pohlavní orgány a je velmi obtížné je rozpoznat. Až v roce 1777 popsal Ital Carlo Mondini vaječníky a v roce 1874 Szymon Syrski popsal samčí pohlavní orgán. I poté však zůstával způsob rozmnožování nejasný.
Teprve po objevu existence larválního stadia bylo možné odhalit způsob a místo úhořího rozmnožování. V roce 1904 se podařilo Johanesi Schmidtovi na lodi Thor ulovit larvy poblíž Faerských ostrovů. V následujících letech byly prováděny rozsáhlé průzkumy v celém Atlantském oceánu. V roce 1922 ulovila dánská loď Dana v oblasti Sargasového moře larvy o délce přibližně 5 mm, které měly doposud žloutkový váček. Tím bylo stanoveno místo rozmnožování.

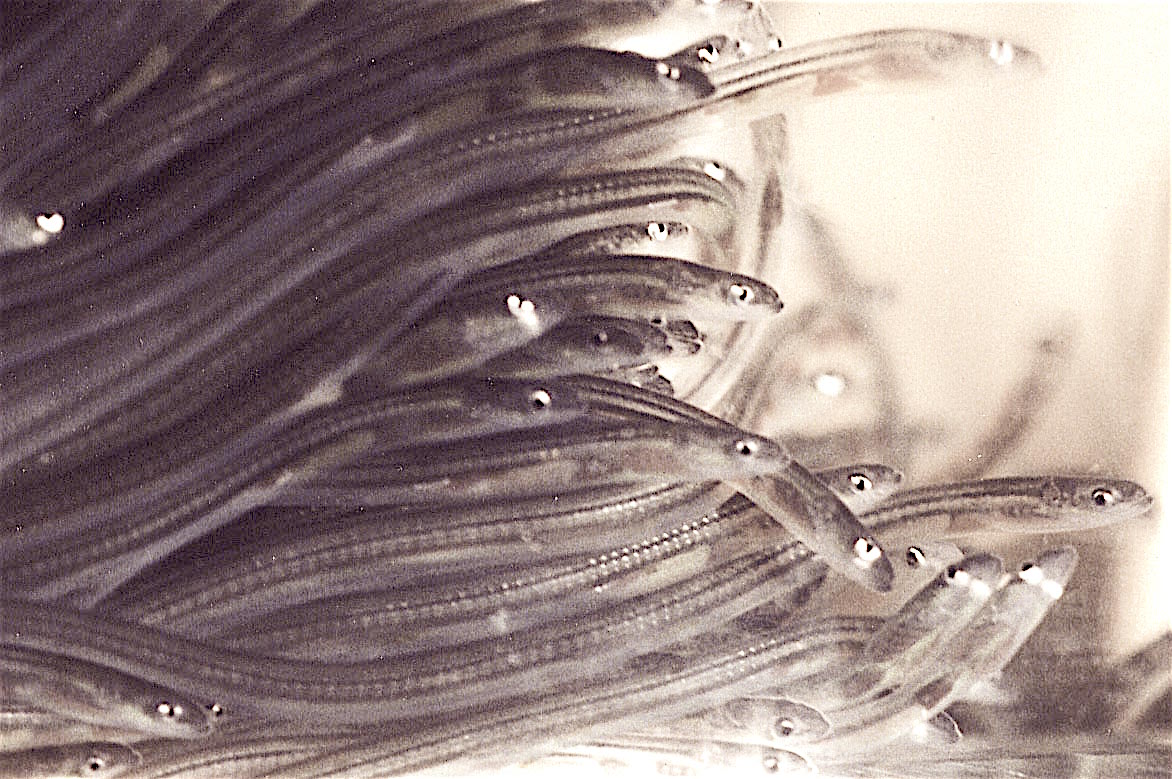
Úhoří monté v délce přibližně 8 cm

Další neznámou je cesta, kterou úhoř podniká na trdliště. Dosud se totiž nedaří ulovit migrující dospělé úhoře na volném moři. Změnu by v tomto směru měl přinést výzkum irských a dánských vědců, kteří opatřili dospělce vysílačkami, díky nimž by mělo být možné sledovat migrační trasy včetně hloubky a teploty vody, ve které se pohybují. Právě neúspěchy v této oblasti výzkumu přivedly v roce 1959 anglického biologa Denyse W. Tuckera k teorii, že evropští úhoři vůbec nedosáhnou svého cíle a že veškerá populace je zajišťována pouze díky americké populaci úhoře. Jeho teorie však není obecně přijímána, protože mezi oběma populacemi byly objeveny biologické rozdíly, takže je ichtyologové považují za různé druhy, a také se liší jejich místa tření. Pokud by však byla pravdivá, znamenalo by to, že veškerá ochrana úhoře říčního je zbytečná a je možné jej v libovolném množství lovit.
Dalším významným pokrokem ve výzkumu biologie úhořů byl objev, že jednotlivé skupiny z různých oblastí jsou vzájemně oddělené a na trdlišti nedochází k jejich vzájemnému mísení. Tohoto bylo dosaženo velice náročným zkoumáním úhoří DNA.
V současné době se tedy předpokládá, že úhoři říční migrují až 7000 km do Sargasového moře po dobu až 1,5 roku, během níž nepřijímají žádnou potravu. Důvod, proč se vydávají na tak vzdálené místo, zřejmě souvisí s pohybem litosférických desek. Před miliony let k sobě měly Evropa a Amerika mnohem blíže a ryby tedy měly možnost se na postupné prodlužování vzdálenosti adaptovat. Samotný akt pravděpodobně probíhá v hloubce okolo 400 m při teplotě vody 17 °C. Jikry jsou drobné, asi 1 mm velké, a volně se vznášejí ve vodním sloupci. Jejich počet se odhaduje na 400 000–700 000 na jednu samici. Dospělí úhoři po tření hynou a plůdek je za pomoci Golfského proudu unášen k Evropě. Tato cesta trvá 3–4 roky a na jejím konci se larvy mění v monté. Část populace zůstává v ústích řek v brakické vodě a další část migruje dále do vnitrozemí. Není bez zajímavosti, že úhoři v brakických vodách se stávají samci a ve sladkých vodách téměř výlučně samicemi, včetně uměle vysazovaných jedinců. To by odpovídalo teorii, že sladká voda stimuluje vývoj samičích pohlavních orgánů, zatímco slaná voda vývoj samčích orgánů.

## Jed
V krvi úhoře se nachází jed ze skupiny ichtyochemotoxinů. Intoxikace tímto jedem připomíná otravu způsobenou zmijím kousnutím. Mezi základní projevy otravy patří průjem, nevolnost, zvracení, cyanóza, netečnost, nepravidelný puls, slabost, otupělost a dýchací potíže. V nejhorším případě může nastat i smrt. Tento jed je schopen zabíjet velice rychle i v malých dávkách. V laboratoři stačilo k usmrcení menšího psa během čtyř minut pouhého půl gramu krevního séra, ve větším množství jed zabíjel během jedné minuty. Při kontaktu toxinu se sliznicemi, například očí, může vyvolat silný zánět. Toxin je bílkovinné povahy, proto je teplotně nestálý a rozkládá se už při teplotě 60 °C. Konzumace tepelně upraveného masa úhoře tedy není zdraví nebezpečná.

## Určování stáří
U ryb se běžně stáří určuje několika různými metodami, např. pomocí zimních přírůstků šupin nebo pomocí výbrusů obratlů či otolitů. Nejjednodušší a mezi lidmi nejznámější metoda pomocí šupin je však nespolehlivá, protože šupiny se začínají tvořit až nějakou dobu po přeměně larvy v úhoře. V roce 1988 bylo proto ichtyology vydáno doporučení používat ke zjišťování věku úhořů metodu založenou na zkoumání otolitů. Doporučená metoda byla ověřena mnohaletým zkoumáním výsledků jednotlivých metod na rybách známého stáří a jejich porovnáváním se skutečností.

## Onemocnění

### Bakteriální a virová onemocnění

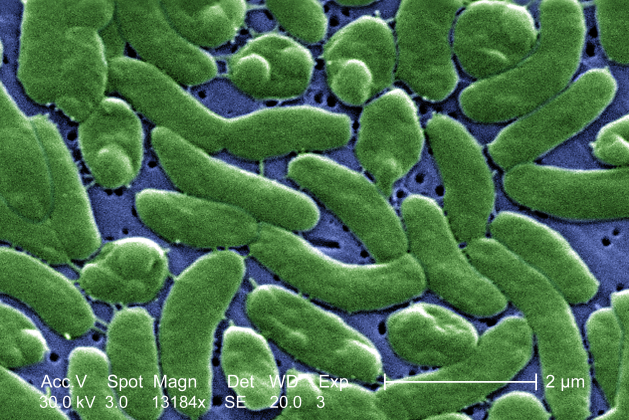
Vibrio vulnificus pod mikroskopem (zvětšeno 13 184 krát)

Bakteriální a virová onemocnění spolu úzce souvisejí, velice často působí společně a v řadě případů tedy nelze zcela jednoznačně identifikovat původce určitého onemocnění. Přesto jsou pravděpodobně u ryb častější bakteriózy, a tudíž jsou lépe zdokumentovány než virózy.
Jedním z nejběžnějších onemocnění je skvrnitost způsobená bakterií Pseudomonas punctata, která se vyskytuje za různých podmínek a je hlavním původcem hromadného hynutí úhořů, mezi které lze zařadit i třeba masové hynutí v táborské nádrži Jordánu roku 1929. Mezi projevy skvrnitosti úhořů lze zařadit výskyt skvrnitých míst na těle, hrachovitá zduření na hlavě, oslepnutí, krevní výrony na vnitřnostech a úhyn. Při výskytu tohoto onemocnění je nutné zabránit jeho dalšímu šíření, což znamená odlov a likvidaci uhynulých kusů.
Jedním z nejvýznamnějších patogenů způsobující úhyn ryb v intenzivních chovech patří bakterie druhu Listonella anguillarum. Toto onemocnění se projevuje červenou skvrnitostí na břiše a bocích těla, otoky a poraněními kůže, která následně hnisají. V tomto případě se léčba provádí antibiotiky. Podobné onemocnění, zvané vibrióza, způsobuje v intenzivních chovech úhořů příbuzná baktérie Vibrio vulnificus sérovar E. Tato baktérie se vyskytuje primárně u úhořů, sekundárně však může způsobit onemocnění člověka. Hniloba ploutví a krvácivá otrava krve úhořů je způsobována bakterií druhu Aeromonas hydrophila. Jako léčba se při tomto onemocnění uplatňuje okamžité zvýšení kvality vody v chovu, což se provádí například její výměnou, chemickou úpravou nebo přečištěním a ustavením koncentrace chloridu sodného ve vodě na 0,5–0,9 %.
Mezi virová onemocnění patří papilomatóza, která se projevuje zbytněním kožního epitelu na čelistech, které vzhledem připomíná květák. Mezi další významná virová onemocnění patří choroby způsobované herpetickými viry a rhabdoviry, vyvolávající krvácení v oblasti hlavy a očí a postupující do celého těla.

### Plísňová onemocnění
Mezi nejobvyklejší plísňová onemocnění patří povrchová zaplísnění způsobovaná plísněmi rodu Achlya respektive Saprolegnia. Nejčastěji se objevuje u oslabených nebo poraněných ryb. Projevuje se bílými až hnědými vatovitými porosty na kůži a ploutvích. Při silném zaplísnění často dochází k uhynutí v důsledku otravy látkami vznikajícími při rozkladu napadených tkání a toxiny, které jsou produkovány samotnými houbami. Pro ryby však může být nebezpečné i napadení menšího rozsahu. Léčba spočívá ve zvýšení kvality vody a koupelích v roztoku manganistanu draselného nebo chloridu sodného.
Jiné onemocnění je způsobováno druhem Dermocystidium anguillae, který je někdy zařazován mezi prvoky, ale pravděpodobně se jedná o plíseň. Projevuje se otoky na těle a ploutvích. Léčba není známa, jedinou možností je prevence proti šíření odstraňováním napadených ryb.

### Parazitární onemocnění

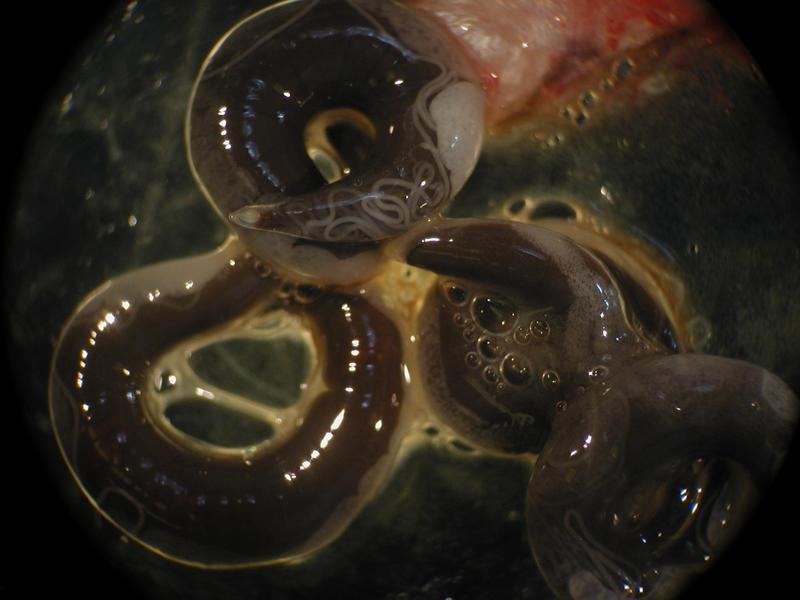
Krevnatka úhoří (Anguillicola crassus)

Parazitární onemocnění lze rozdělit na onemocnění způsobená jednobuněčnými (prvoky) nebo mnohobuněčnými organismy (korýši, vrtejši, tasemnicemi aj.). Do první skupiny patří například kožovcovitost, způsobovaná nálevníkem druhu kožovec rybí (Ichthyophthirius multifiliis). Tento druh cizopasí ve škáře ryb a jeho přítomnost se projevuje bílými krupičkovitými útvary na tělech a ploutvích ryb. Chorobu je možné léčit opakovaným přenosem napadených ryb do čistého, nezamořeného prostředí.
Jako další druhy lze uvést rybomorku úhoří (Myxidium giardi), která parazituje na žábrách úhořů, avšak nemá výraznou patogenitu, nebo Trypanosoma granulosum, přenášenou zejména různými ektoparazity.
Značný vliv na stavy úhořů měla krevnatka úhoří (Anguillicola crassus), hlístice původem z východní Asie, která parazituje v plynových měchýřích úhořů. Do Evropy se dostala pravděpodobně v 80. letech 20. století s planktonem v trajektech spojujících její původní domovinu se zbytkem světa. Napadené ryby mají narušenou hydrostatickou funkci plynového měchýře, a dokonce může dojít k jeho perforaci nebo otravě ryby v důsledku rozkladných procesů odumřelých krevnatek.
Za zmínku také stojí parazité v trávicí soustavě. Jsou jimi vrtejš Acanthocephalus anguillae, způsobující zánětlivou zarudlost střev, a tasemnice Eubothrium crassum, která je především parazitem pstruhů a lipanů. Při silnějším napadení může dojít až k neprůchodnosti trávicí trubice.

## Hospodářský význam

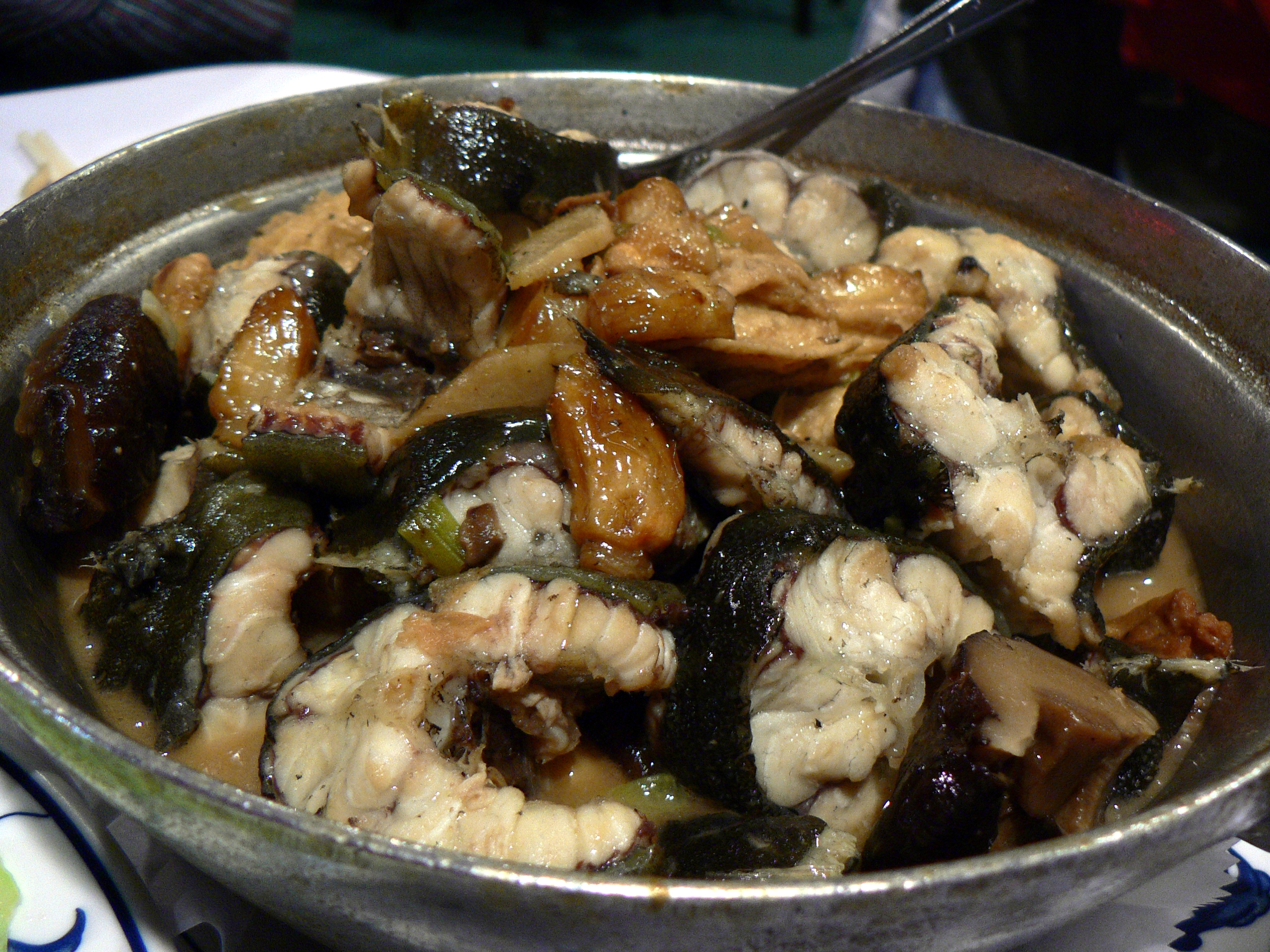
Japonská úprava úhoře

Z hospodářského i rybářského hlediska se jedná o velmi ceněný druh. V dřívějších dobách byl v Čechách vedle lososa nejlépe placenou rybou. Jeho hospodářský význam výrazně vzrostl na konci 19. a obzvláště na počátku 20. století, kdy počty migrujících lososů začaly klesat pod přijatelnou mez. Uvádí se dokonce, že příjem z chycených a prodaných úhořů mohl pokrýt značnou část tehdejších životních nákladů. Ryby se v tehdejší době lovily ve velkém hlavně do slupí, což patřilo mezi výsady mlynářů, nebo do speciálně upravených vrší, které naopak používala především chudina. Úhoř býval ceněn pro své kvalitní maso a pro kůži, která se po vysušení používala k přivazování bijáku cepu.
Největší hospodářský význam má jeho lov v přímořských zemích. Řada evropských států loví úhoře ve velkém, a to jak dospělce táhnoucí do Sargasového moře, tak i monté vplouvající do řek. Úhoří monté je totiž v řadě zemí považováno za pochoutku, podobně jako kaviár, a proto je značná část vyloveného množství prodávána do restaurací. Velká část také směřuje do Asie, kde na jídelním lístku nahrazuje tamějšího úhoře japonského. Klesající počty úhořů stimulují růst jeho ceny, a tedy také jeho atraktivitu z pohledu rybářů. Cena jednoho kilogramu úhořího monté činila v roce 2003 10 266 Kč, v roce 2005 už byla částka za stejné množství 27 300 Kč.

### Úhoř vgastronomii
V řadě evropských zemí je úhoř ceněnou sladkovodní rybou, i když v poslední době v souvislosti se snížením jeho stavů se neobjevuje v jídelníčku evropských národů tak často jako dříve. Úhoře lze připravovat snad na všechny obvyklé způsoby, nejčastěji se ale peče, udí, smaží, dusí nebo vaří. Má lahodné maso s velmi malým množstvím kostí, avšak vysokým obsahem tuku. Některé příručky o zdravé výživě uvádí, že podíl tuku může dosahovat až 27 %, a proto se nedoporučuje lidem, kteří mají zdravotní problémy související s trávením.
Úhoř se pro kuchyni připravuje den předem. Po omráčení ranou do zátylku se nožem propíchne krk. Větší úhoři se stahují, aby se maso dalo prosolit a kůže se při tepelné přípravě nezkroutila. Řada receptů uvádí úhoře pečeného (pečený úhoř na žampionech, marinovaný úhoř, grilovaný úhoř, úhoř pečený s pórkem a olivami, úhoř pečený na pánvi, úhoř po baskicku), v tradiční české kuchyni je to pak úhoř na šalvěji.
Smažením se připravuje falešný úhoř či úhoř po italsku, dušením úhoř po burgundsku či úhoř po římsku, vařením grilovaný úhoř Villeneuve. V Evropě se pak s úhořem setkáváme v kuchyni belgické (úhoř s čerstvými bylinkami), nizozemské (úhoř na jehle), španělské (úhoř po baskicku), švédské (úhoř smažený, úhoř v aspiku – aspik je v tomto významu rosol vznikající vývarem úhořího masa s kořením a přídavkem želatiny) a britské (úhoř v rosolu).

## Chov a sportovní rybolov

Hlavní evropští producenti úhoře říčního z faremního odchovu (růžově)

Kromě komerčního rybolovu v moři je také úhoř součástí moderních akvakultur, které se specializují na jeho odchov. Ve vyspělých zemích se jedná především o intenzivní chovy ve specializovaných úhořích farmách, jejichž produkce je téměř výhradně určena pro potravinářské zpracování. Oproti extenzivnímu chovu vykazuje menší ztrátovost s nižšími celkovými náklady na následný odlov. Veškerá populace úhoře v odchovech je však stejně jako populace vysazovaná do volných vod stále závislá na odlovu monté při ústí řek, neboť umělé rozmnožování nebylo doposud vědci uspokojivě zvládnuto.
Faremní chov probíhá ve speciálních nádržích nebo žlabech s přívodem čerstvé vody. Za nejvhodnější pro úhoře je označována voda proudící rychlostí 0,3–0,5 l•min−1 o teplotě 20–25 °C s obsahem kyslíku 6–9 mg•l−1. Z počátku činí hustota obsádky takového chovu okolo 800 kusů na litr, později s růstem ryb toto číslo klesá. Během chovu se doporučuje ryby několikrát roztřídit podle velikosti, aby se omezila možnost kanibalismu. Úhoři se krmí speciálními pastami nebo granulemi s vysokým obsahem tuku. Ztrátovost se při této metodě pohybuje okolo 10 % a úhoři zároveň poměrně rychle rostou. Proto se tato metoda využívá také k počátečnímu odchovu monté před vysazením do volných vod, kde nejsou podmínky tak příznivé. Kromě umělých nádrží jsou také v některých zemích běžné malé odchovné rybníčky. Intenzivní chov může dosáhnout produkce až k 26 tunám na hektar vodní plochy.
V řadě zemí však převládá extenzivní způsob chovu, kdy jsou úhoři vysazováni přímo do vod s dalšími rybími druhy a následně jsou loveni. Tato metoda však vykazuje ztrátovost až 90 %, která je způsobována především kanibalismem, migrací, predací a v neposlední řadě také omezenou schopností ryby ulovit. To je také důvod, proč po rozpadu státního rybářství došlo v Česku k silnému omezení této metody chovu úhoře. V současné době jsou tedy Český rybářský svaz a Moravský rybářský svaz jediné větší instituce, které nasazují úhoří monté do volných vod. Kromě tohoto monté, které se dováží v polystyrenových krabicích, se vysazují také starší, v intenzivním chovu odchovaní úhoři. Obvykle vysazované množství se pohybuje od 150 do 300 kusů na hektar vodní plochy.
Úhoř říční je také předmětem sportovního rybolovu, který probíhá ve volných vodách téměř výlučně na udici. Loví se nejčastěji za tmy v období od června do října na plavanou s pomocí speciálních chemických svítidel, která slouží jako indikátory záběru, nebo položenou s akustickými, často elektronickými, hlásiči. Mimoto se občas uloví i během horkého letního dne nebo při zákalu vody po dešti. Jako nástraha se nejčastěji používá žížala nebo mrtvá rybka. Při lovu se doporučuje okamžitě vyvinout proti rybě silný a stálý tah, čímž se odtáhne ode dna s mnoha překážkami, na které se ryba může navinout, což většinou znamená její ztrátu.

## Ochrana

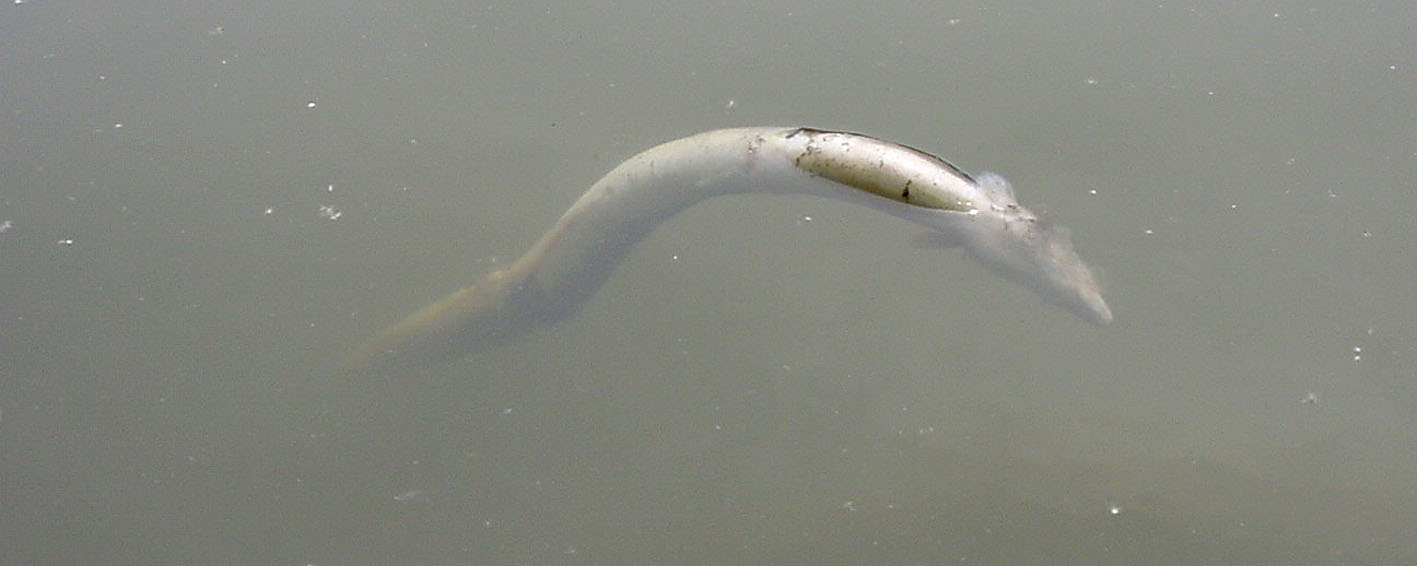
Uhynulý úhoř v řece

Úhoř říční byl v roce 2008 zařazen podle IUCN do Červeného seznamu ohrožených druhů do skupiny kriticky ohrožený.
Stavy úhořů v poslední době výrazně poklesly. Za příčiny se obecně označují stavby přehradních hrází a vodních elektráren včetně takzvaných malých vodních elektráren, které brání přirozené protiproudové migraci mladých úhořů a zabíjejí dospělé úhoře migrující po proudu do trdlišť v Sargasovém moři. Další nezanedbatelný dopad má nejspíš silný komerční rybolov a znečištění toků. Zároveň se také objevily informace o vlivu otravy polychlorovanými bifenyly, která údajně způsobuje již úhyn samotného embrya.
Problém poklesu početnosti se řeší i v rámci Evropské unie, která vydala nařízení, jež má zajistit lepší ochranu tohoto rybího druhu. V prvních návrzích se objevovaly klauzule o zákazu lovu a přechovávání úhoře v lodích vždy do 15. dne každého měsíce, které byly později vypuštěny jakožto nevhodné. V současném nařízení ze září 2007 je stanoveno, že každý stát, na jehož území se přirozeně vyskytuje úhoř říční, je povinen vypracovat a do konce roku 2008 předložit plán řízení stavů úhoře. Dále je každý členský stát povinen zajistit, aby alespoň 40 % úhořů mohlo unikat na trdliště. Toto číslo se vypočítává z nejlepších odhadů stavu populace, pokud by nebyla zatížena lidskou činností. Významným bodem je také povinnost poskytovat do roku 2013 alespoň 60 % ulovených úhořů menších než 12 cm k jejich vysazování do volných vod. V případě, že některý stát tento plán nepředloží nebo mu nebude schválen, je povinen okamžitě zajistit snížení odlovu na 50 % vzhledem ke stavu z období let 2004–2006.
Migrace úhoře do mnoha míst v Evropě byla přerušena v důsledku staveb příčných překážek ve vodních tocích, jako jsou přehradní hráze nebo jezy, a proto je na mnoha místech nutné jeho stálé vysazování.
Řešením by v podmínkách Česka mohla být stavba funkčních rybích přechodů a zábran, které by bránily vstupu dospělých ryb do turbín vodních elektráren. Ve vyhlášce z roku 2004 byla nejmenší lovná míra úhoře určena na 45 cm a doba hájení stanovena od 1. září do 30. listopadu, což má zajistit základní ochranu mladých úhořů a úhořů v období migrace před lovem na udici, neboť žádný jiný úspěšný způsob lovu na volné vodě není v České republice možný. Švédsko šlo v tomto směru v ochraně úhoře ještě dále a počínaje 1. květnem 2007 platí v této zemi pro sportovní rybáře úplný zákaz lovu úhořů.